# Ryan Wilson
Ryan Wilson (ur. 19 grudnia 1980) – amerykański lekkoatleta, płotkarz, srebrny medalista mistrzostw świata.
W 2008 zajął 3. lokatę podczas wieńczącego sezon Światowego Finału IAAF w Stuttgarcie. W 2013 sięgnął po srebro światowego czempionatu w Moskwie. Złoty medalista mistrzostw Stanów Zjednoczonych oraz mistrzostw NCAA (2003).

## Osiągnięcia
| Rok  | Impreza                             | Miejsce   | Konkurencja                     | Pozycja    | Wynik |
| ---- | ----------------------------------- | --------- | ------------------------------- | ---------- | ----- |
| 2006 | DécaNation                          | Paryż     | bieg na 110 metrów przez płotki | 1. miejsce | 13,40 |
| 2008 | Światowy finał lekkoatletyczny IAAF | Stuttgart | bieg na 110 metrów przez płotki | 3. miejsce | 13,54 |
| 2013 | Mistrzostwa świata                  | Moskwa    | bieg na 110 metrów przez płotki | 2. miejsce | 13,13 |

## Rekordy życiowe
- bieg na 110 metrów przez płotki – 13,02 (2007)
- bieg na 60 metrów przez płotki (hala) – 7,75 (2012)
- bieg na 400 metrów przez płotki – 49,33 (2003)